# 救世軍
救世軍（The Salvation Army）是一個於1865年由循道會的牧師卜維廉伉儷在英國倫敦成立，是國際性的教會及慈善組織，以軍事建制形式作為其行政架構的名稱，以街頭佈道和慈善活動、社會服務著稱。其當初成立時所使用的名稱是「東倫敦基督教傳道部」（East London Christian Mission），自詡為“以爱心代替枪炮的军队”。它的創辦人希望能夠把福音傳給窮困的人，並透過了解窮人們物質及心靈之需要來給予幫助。其國際總部位於英國倫敦，在全世界有幾千個分部，分佈在134個國家和地區，組織內包括不同年齡層的成員約兩百多萬人。
救世軍福音宣教、社會服務與教育方面等工作主要由救世軍中的全職軍官和其聘僱的從業人員負責，其軍兵亦會利用餘暇，在其中參與事奉。救世軍及其旗下的組織基本上不會涉及任何國家的政治政策，而其成員亦無種族之分，故在世界各地可與其他國際救援機構和政府合作。
救世軍在不同的國家也有一些不同的暱稱，例如：加拿大的「Sally Ann」、英國和紐西蘭的「Sally Army」以及澳洲的「The Salvos」。在澳洲，「The Salvos」的稱號甚至能夠在救世軍官方的機構看到。漢語圈的名稱救世軍由日本政治家尾崎行雄翻譯引入。

## 历史
救世軍由卜維廉和卜凱瑟琳夫婦於1865年7月2日在英國倫敦東部創立。卜維廉個人原本是一個循道會的牧師，但因他想要將基督教傳給那些無法到教會來的窮人們，所以就辭去了牧師的工作，並且在倫敦的貧民區觀察窮人們的生活。後來，他發現了那些窮人都聚集在酒館中飲酒作樂，甚至還有一些是未成年的人，因此他就下決心要做一些事情。
卜維廉在經過數次的街頭傳教之後，就開始鼓勵那些窮人們到當地的教會去聆聽傳教，但是當時的教會都不歡迎窮人，因此他們無法上教會。於是卜維廉就成立了「基督徒會」（The Christian Mission），並租用一些場地，定期舉辦福音聚會。並在1870年代逐漸演變為教會。
基督徒會的成員在英國迅速的擴展，並在1878年，經過卜維廉兒子的意見後，將正式名稱更改為「救世軍」。這個組織並開始擴展到世界各地，卜維廉也成為了該組織的「大將」，同時也是領導者。救世軍後來開始建造房舍供窮人居住，也設立了食物分發中心，於是「熱湯（Soup）、肥皂（Soap）和救恩（Salvation）」（俗稱3S）就成了這個組織被人稱譽的口碑。

因為救世軍人強調，要幫助一個人，除了物質上的需求以外，還有心靈上的需求，因此救世軍人在事工上注重兼顧全人身心靈的服務。救世軍除了身體力行，也會捐助金錢和物資給窮人及其他慈善團體，另外，在第一次世界大戰中，救世軍也提供了很多的醫療資源。

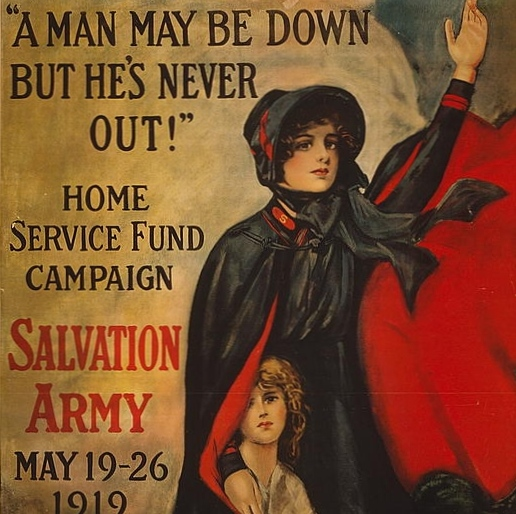
“‘一個人可能會失望，但他永遠不會出局！’ 家庭服務基金運動。救世軍。1919 年 5 月 19 日至 26 日。第一次世界大戰期間的救世軍海報。

## 信仰宗旨
救世軍组织宣传的使命是要帶領人認識基督。這個使命是根據新約和舊約聖經的解釋來進行的。神差派祂的子民去宣揚祂的道，而救世軍要求成員要做一個盡責的子民，而救世軍也在第一條基本信仰中標出了：「我們相信惟有聖經為基督徒信仰及生活之完全準則。」。
以下是救世軍的11條基本信仰：
1. 我們相信新舊約聖經，全由聖靈默感而成，並信惟有聖經為基督徒信仰及生活之完全準則。
2. 我們相信只有一位真神，為全能、全智、全善者，並為創造、保守、管理天地萬物之主宰，惟有彼堪為世人當敬拜者。
3. 我們相信神為三位一體，即聖父、聖子、聖靈；同性、同德、同權、同榮。
4. 我們相信在耶穌基督內，神人兩性聯合為一，所以彼為神，亦為人。
5. 我們相信始祖受造之初為無罪，但因違命，遂失其聖潔與快樂，因其墮落，致使人人成為罪人，完全敗壞，按公義當受刑罰。
6. 我們相信主耶穌藉受苦受死，已為全世界樹立救贖，故無論何人，皆可賴以獲救。
7. 我們相信凡願蒙恩者，須先向神悔改，信靠耶穌，蒙聖靈重生。
8. 我們相信得蒙稱義，為本乎恩，又因信主耶穌基督，在信者的心中，均有這樣的見證。
9. 我們相信保守得救地位，在乎不斷的順服及信仰基督。
10. 我們相信所有信徒皆能全然成聖，靈與魂，與身子，得蒙保守，在我主耶穌基督降臨之時，完全無可指摘。
11. 我們相信靈魂永存，肉體復活，世界末日審判，善者受賞得享永福，惡者被罰必受永刑。

卜氏相信，許多的基督徒只是透過一些儀式企求神的救恩，而不是真正的信靠基督，加上儀式本身的條件限制，無法滿足公義的（對所有人都合適的）要求，因此救世軍決定不強調儀式的形式或使用一些其它教會傳統的儀式（如：洗禮、聖餐），救世軍人相信一般人在信靠主耶穌基督之時，上帝的救恩已經屬他，這是儀式不能的地方；而且傳統儀式本身要表達的意義，例如基督聖靈與信徒親密的同在交通，或信徒熱情的委身，可以不受生活中的時地或任何限制，而在日常的基督化生活中或在基督徒團契聚會場合去體驗到。所以救世軍採用活潑的、強調公開性的為主耶穌基督作見證和個人有機會聲明向上帝委身的軍禮（例如募兵儀式、愛筵分享等）來替代。救世軍人強調合乎聖經準則的聖潔生活，又為了服事上帝和維護個人身心靈的健全，所有的軍兵和軍官都應該遠離菸酒、毒品、情色以及賭博等有害身心靈的事物。軍兵和軍官也會在任命時立誓如此委身。誓願中他們是已經明白救世軍人的榮譽和捐出「和自己的收入有一定比例」的錢給救世軍的意義之人。
在救世軍中，女性是被視為和男性平等的，而女性也可以和男性同樣得到聖職的任命與按立。這在卜氏當時的教會界也挑戰了以男性聖職為主流的思想，卜氏夫婦呼召所有男女都要成為上帝的用人，到如今在救世軍人當中出現過幾位女性领导人，軍中也不乏女界入伍的佼佼者，甚至美洲救世軍最早的先鋒也有多位女性。以前，救世軍的軍官只被允許和其他的軍官結婚（此規定在不同的國家有差異），但是近年來，也允許一些例外的個別案例。通常，軍官夫婦會被任命在同一個工作挑戰中服事，當任務有需要時也可能得到不同的任命，在不同性質的單位或部門服事。
救世軍的軍官通常每隔2-5年會被頒布一個「前進」的命令，這個命令有可能要求軍官到不同的國家或地區繼續執行任務，有時候軍官必須移居很遠的地方才能繼續執行任務。

### 在世界各地成立的時間
- 1865年 - 英格蘭
- 1874年 - 威爾士
- 1879年 - 澤西島、蘇格蘭
- 1880年 - 澳洲、北愛爾蘭、美國
- 1881年 - 法國

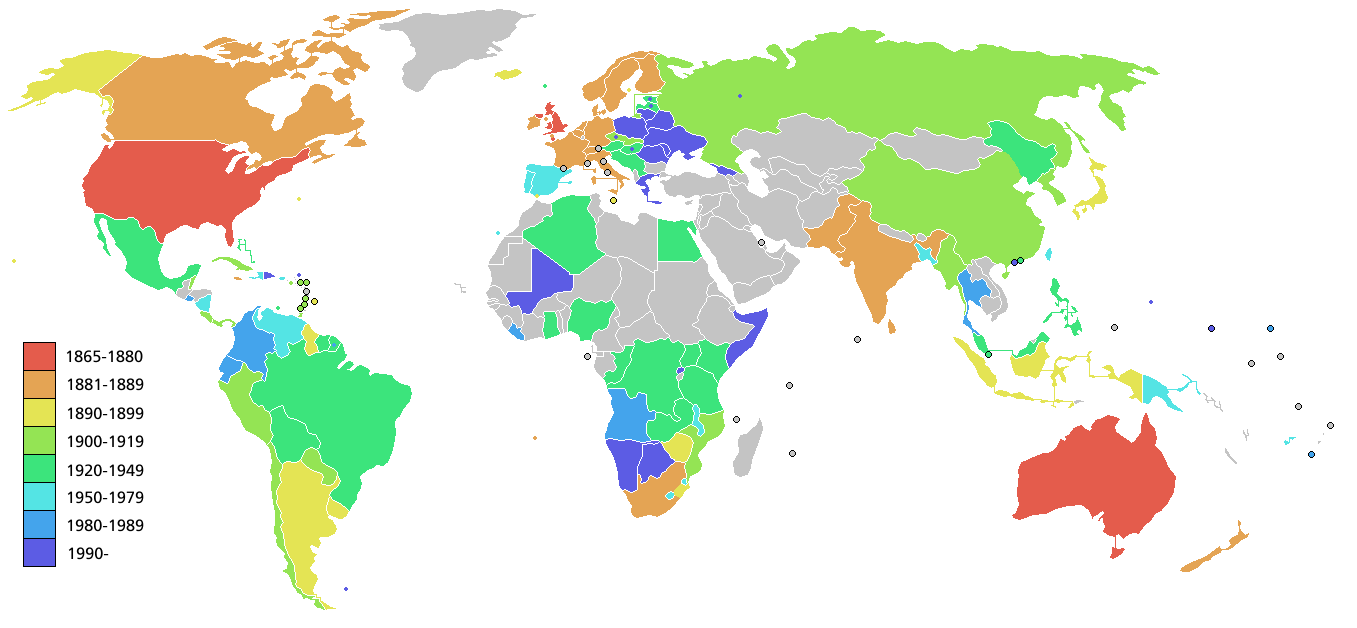
救世軍在世界各地成立的時間

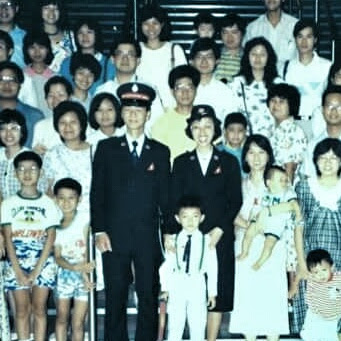
1987年香港救世軍組織

- 1882年 - 加拿大、根西島、印度、瑞典、瑞士
- 1883年 - 馬恩島、新西蘭、巴基斯坦、南非、斯里蘭卡
- 1884年 - 愛爾蘭、聖赫勒拿島
- 1886年 - 德國、紐芬蘭
- 1887年 - 丹麥、義大利、牙買加、荷蘭
- 1888年 - 挪威
- 1889年 - 比利時、芬蘭
- 1890年 - 阿根廷、烏拉圭
- 1891年 - 辛巴威、祖魯
- 1894年 - 奧蘭（至1950年）、夏威夷、印尼
- 1895年 - 直布羅陀（至1968年）、圭亞那、冰島、日本
- 1896年 - 百慕大、馬爾他（至1972年）
- 1898年 - 阿拉斯加、巴巴多斯
- 1901年 - 特立尼達和多巴哥
- 1902年 - 格瑞那達、聖盧西亞
- 1903年 - 安地卡及巴布達、聖文森特和格林納丁斯
- 1904年 - 巴拿馬
- 1907年 - 哥斯大黎加
- 1908年 - 朝鲜國(至1897年)
- 1909年 - 智利
- 1910年 - 巴拉圭、秘魯
- 1913年 - 俄國（至1923年）
- 1915年 - 伯利茲、緬甸
- 1916年 - 中華民國（至1949年）、莫三比克、聖克里斯多福及尼維斯
- 1917年 - 美屬維爾京群島
- 1918年 - 古巴
- 1919年 - 捷克（至1950年）
- 1920年 - 玻利維亞、尼日利亞
- 1921年 - 肯雅
- 1922年 - 巴西、加納、尚比亞
- 1923年 - 拉脫維亞（至1939年）
- 1924年 - 法羅群島、匈牙利（至1949年）
- 1926年 - 蘇里南
- 1927年 - 奧地利、埃塞俄比亞（至1940年）、 庫拉索（至1980年）
- 1928年 - 日屬台灣（至1945年）
- 1930年 - 英屬香港（至1995年）
- 1931年 - 巴哈馬、烏干達
- 1932年 - 纳米比亞（至1939年）
- 1933年 - 法屬圭亞那（至1952年）、坦桑尼亞、南斯拉夫（至1948年）
- 1934年 - 阿爾及利亞（至1970年）、剛果民主共和國、滿洲國（至1945年）
- 1935年 - 新加坡
- 1936年 - 埃及（至1949年）
- 1937年 - 剛果共和國、墨西哥、菲律賓
- 1938年 - 馬來西亞
- 1949年 - 中華人民共和國（至1951年）
- 1950年 - 海地
- 1956年 - 巴布亞新幾內亞
- 1960年 - 斯威士蘭
- 1962年 - 波多黎各
- 1965年 - 中華民國(台灣)（恢復）
- 1967年 - 馬拉維
- 1969年 - 萊索托
- 1970年 - 孟加拉
- 1971年 - 葡萄牙、西班牙
- 1972年 - 委內瑞拉
- 1973年 - 斐濟
- 1976年 - 瓜地馬拉
- 1978年 - 加那利群島
- 1980年 - 法屬圭亞那（恢復）
- 1985年 - 安哥拉、哥倫比亞、厄瓜多爾、馬紹爾群島
- 1986年 - 汤加
- 1988年 - 賴比瑞亞
- 1989年 - 薩爾瓦多、泰國（至1993年）
- 1990年 - 捷克（恢復）、匈牙利（恢復）、拉脫維亞（恢復）
- 1991年 - 俄國（恢復）
- 1992年 - 白俄羅斯（至1996年）、索馬里（至1995年）
- 1993年 - 格魯吉亞、烏克蘭
- 1994年 - 關島、密克羅尼西亞聯邦、摩爾多瓦
- 1995年 - 多明尼加共和國、埃塞俄比亞、中國香港（恢復）
- 1996年 - 盧旺達
- 1997年 - 博茨瓦納
- 1999年 - 聖馬丁島、羅馬尼亞
- 2000年 - 中國澳門
- 2005年 - 福克蘭群島、波蘭、立陶宛
- 2007年 - 蒲隆地、希臘
- 2008年 - 科威特、馬里、纳米比亞（恢復）
- 2009年 - 尼泊爾
- 2015年 - 斯洛伐克
- 2016年 - 马达加斯加
- 2018年 - 布基纳法索、萨摩亚
- 2022年 - 幾內亞
- 2023年 - 泰国（恢复）

目前共134個國家和地区

## 架構
救世軍的國際總部（於該組織中稱為「萬國總部」）設立於英國倫敦，所有的國際領袖都在那裡被選舉出來，並且負責管理救世軍的全球事工。救世軍有一個架構以確保各階層都有完善的監督。同時救世軍的軍官也會鼓勵各個地區的積極加入救世軍的行列。
在救世軍中所有必須領導的職位，都會由救世軍的軍官擔任。他們會在接受救世軍軍校（神學院）訓練後，獲任命為上尉階的終身全職傳道人，以後則根據年資、任務挑戰升任其他階級的軍官。
另外有些救世軍人因為個人條件上的限制，也可在軍校畢業後選擇三年合約制的中尉階軍官，成為全職傳道人。
在所有的職位中，除了大將外，其他所有職位都會由救世軍中資深的軍官負責委派。其行政等級分別如下：

### 國際總部

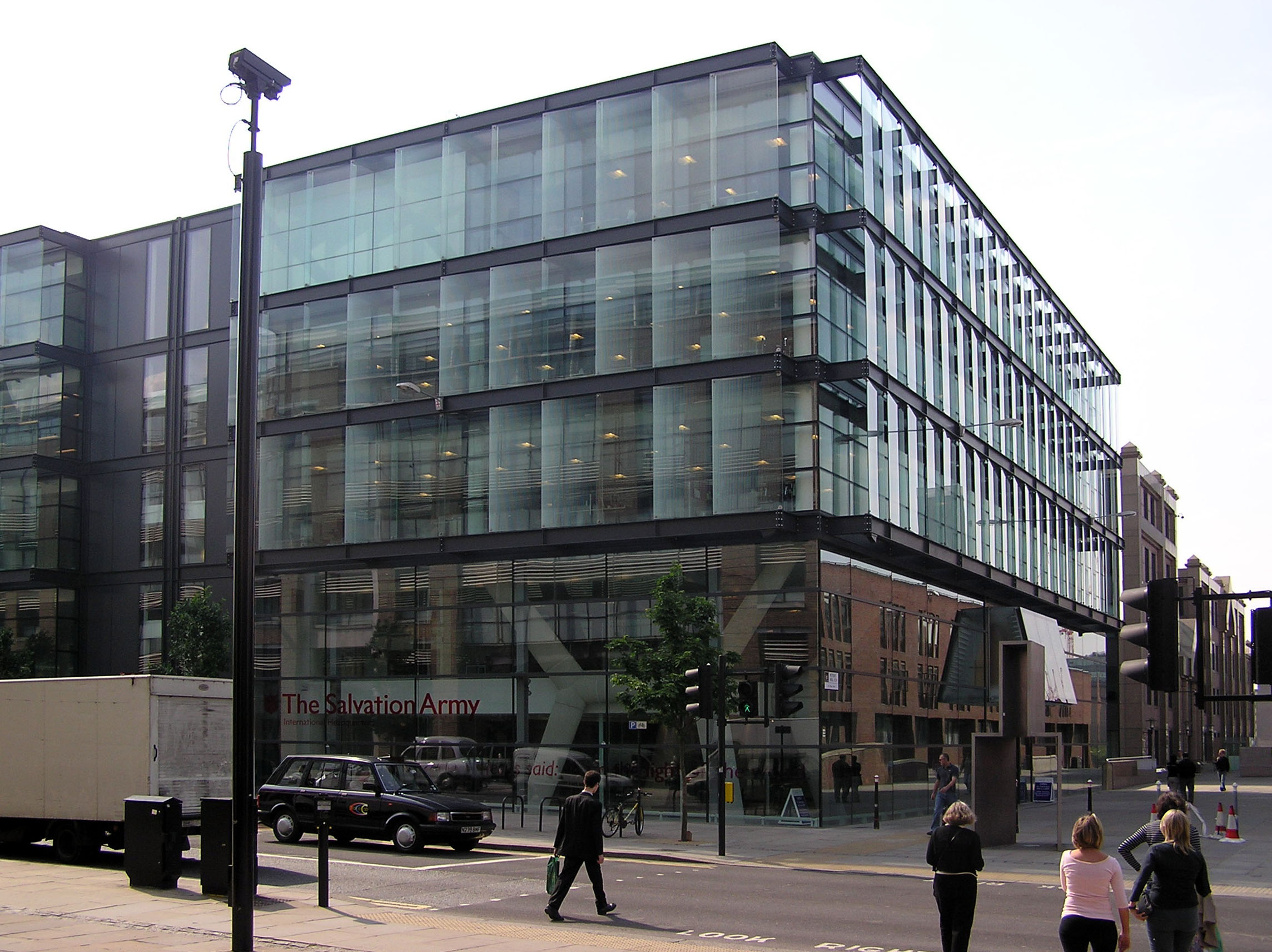
救世軍英國倫敦萬國總部

國際總部在救世軍中稱為「萬國總部」。大將會在各行政部門和國際司令的協助下，指揮救世軍全球的軍官及事工；國際司令們負責主管全球的五大區域。大將則負責差派軍官出任領導國家、地區或甚至國際的職位。軍官也有可能會被調職，從一地被派往另一地。
國際總部不但有能力負責長期策略的研究，也同時是救世軍的全球資源中心、理念和政策的協調者與幫助推動者。

### 軍區總部
軍區總部通常是指救世軍在一個國家（或可能大到含跨不只一個國家）的指揮中心。基本上，救世軍的運作方式在世界上的每一個國家都是一樣的，但是事工和服務的形式則必須要由該國家或地區的總部來決定，所以救世軍的工作才能夠適應或配合當地的文化與需求。
每個軍區的總部也會負責當地軍官的訓練，而由該軍區總指揮官負責委派軍官出任當地所有部門職位。

### 區總部
區總部是負責領導一個城市或轄區的指揮中心。一個區總部可以包括許多個部隊（教會）、社會福利中心及一些地方上的教育機構等。

### 部隊
部隊通常是指一個小地區的教會人員，一個部隊可以由區總部或軍區總部來指揮。在那裡也會提供一些服務，包括敬拜事奉（教會）和社區（社會工作）活動等。
每個部隊由一至五位救世軍軍官負責，而其會眾若有領導和有關的才能，則可以成為各類型不同小組活動的志願領導者。
目前全世界約有1.5萬個部隊。

### 社會服務中心
社會服務中心會對該地區做一些地方上的福利工作，是為有需要的人士而提供的，例如不同性別年齡層的成長教育、生活技能、弱勢者的照顧、關顧輔導、急難救助、住宿、收容等。社會服務中心通常會由一位軍官負責，並且由具有專業資格的從業人員協助。

### 教育機構
在某些地方，特別是那些發展中的國家，救世軍除了自己興辦的教育工作，也會和當地政府的教育部門合作，提供助貧或幫助解除文盲的教育服務。

## 成員
只要能夠願意接納救世軍的信仰，任何人士都可以成為救世軍的成員也就是救世軍人（Salvationist）。其最基本的要求，就是成為信賴主耶穌基督是主和救主並與祂建立個人的關係。救世軍的軍兵必須要相信耶穌是為他們的罪而犧牲。如欲成為軍兵的人士，必須年滿14歲或以上。

### 大將

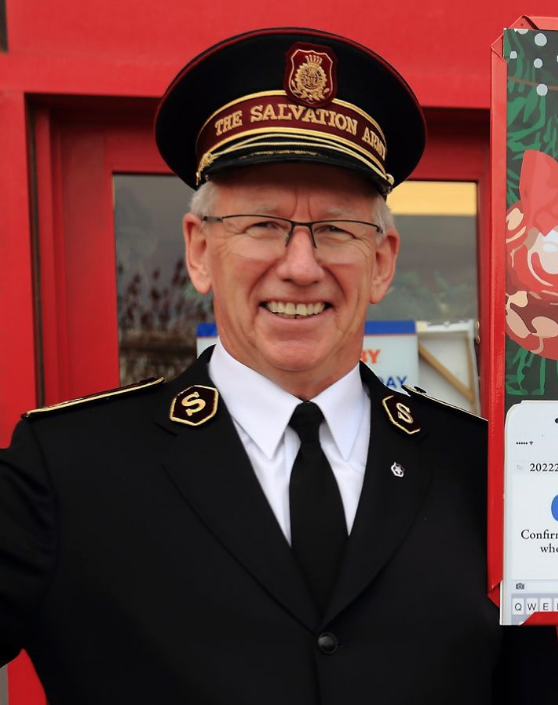
救世軍現任的大將柏培恩

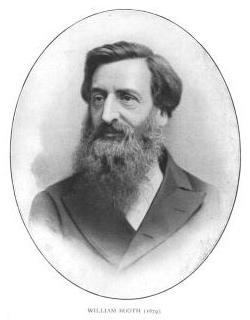
救世軍創辦人及首任大將卜維廉

救世軍中的大將就是整個救世軍在全世界的領導者。救世軍的第一任大將就是其創辦人卜維廉。大將要負責任命軍中的所有職位以及發佈所有軍規。救世軍現任的大將是柏培恩大將。

### 軍官
軍官在救世軍中為信仰與行政上的領袖。以有感動，想成為軍官而申請成為學員生，後被裝備受訓為軍官，並在救世軍擔任傳道、牧師、行政職位、管理職位等全職事奉。
一般而言，尉官為傳道及行政職位、校官及資深上尉為牧師及管理職位、將官為跨國特殊管理職位。
在一位軍兵進入軍官訓練學院前，他會先被審查，以判斷他們是否適合成為軍官。當審查通過並被接納成為候補員（Candidate）以後，他們就會開始一系列特別設計的課程，幫助他們在進入軍校前，做好準備。
通常一位候補員成為軍官之前，必須能夠完成兩年的軍校學員（Cadet）訓練，在這段期間，「學員」將研習聖經、救世軍教義、教會及救世軍歷史、救世軍信仰原理和實務、個人傳道事工的技能學科與社工的訓練等。學員亦會參與不同而多元的實習，例如在所屬的地區的部隊中負責各類型的工作和事奉，或開荒，或支援弱勢地區。
在訓練結束後，學員們會獲任命成為軍官，奉派在救世軍的部隊、社會服務中心或總部事奉。
目前救世軍有27,299位軍官。

### 士官
救世軍士官以教會中穩定聚會5年以上的軍兵志願出任、在救世軍的地方教會中擔任服侍崗位的領袖、大約等於其他教會的長老、執事與監督。
例如：信徒幹事講員、教會財務會計、銅管樂團指揮、銅管樂團聲部長、聖歌隊指揮、主日學校長、青年團契與婦女團契之幹事.書記.會計、士官長（一班教會的監督）等等⋯⋯
另外在非救世軍體系的神學院取得學位後於救世軍體系教會牧會的傳道人則稱作特勤士官。

### 軍兵
只要被募立為「軍兵」的人，就代表著是救世軍的成員。在募立為軍兵前，他們必須先學習救世軍的基本信仰和教義，也要簽署「軍兵戰條」。這個誓約內容除了個人公開的聲明和向其上主的許願主要涵蓋11條基本信仰，其中的聲明概括了救世軍人所應有的生活準則。包括宗教敬拜、基督徒對於誠實、廉政和倫理道德的標準、不賭博、不喝酒、不吸煙和服食有害、能使人上癮之非藥用麻醉品等。他們聲明樂意在經濟上支持救世軍的事工，作忠心的軍兵，運用其時間和才能，與人分享耶穌基督。
救世軍十分鼓勵軍兵穿著制服，但是並沒有強迫必須要穿著。大多數軍兵不是全職事奉人員，但也有可能被聘僱負責其他事奉職務。他們會在聚會的時候分工負責敬拜聖事，也有份參與領袖的服事、或在其中學習協助事工活動。
目前救世軍約有1,251,573位軍兵。

### 救世軍會友
在某些情況之下，有些人想成為軍兵，但卻自覺沒有能力的時候，也可以選擇成為救世軍之友（及一般會友）。他們加入救世軍是為他們的「教會」，並出席聚會和支持本軍的事工，但不必定要參與一些服事、且不參與教會會務管理等會議等。
目前約有172,438位救世軍會友。

### 青年兵
只要年滿7歲以上的少年人就可以成為青年兵。他們必須要簽署誓約，如下：
|  | 我蒙神恩赦免罪過，今靠主耶穌基督為我的救主。 藉著祂的幫助，我要作祂一個可愛與順服的兒童， 並要作祂忠信的軍兵，勉勵扶助他人跟隨基督。 我應許禱告，讀聖經，並拒絕一切有害會致癮的飲食如菸酒之類。 |

青年兵可以參加青年兵課程和特別的聚會，或是為他們安排的營會、才藝受訓與學習。在很多部隊中，他們會有機會參與青年兵的音樂節目，例如：英式銅管樂隊、唱詩班、流行樂團與手鼓隊等。
目前救世軍約有404,727位青年兵。

## 象徵物
救世軍也和其他的教會或機構一樣，擁有一些標誌，而每個標誌都有其在信仰上的解釋和目的。

### 軍徽

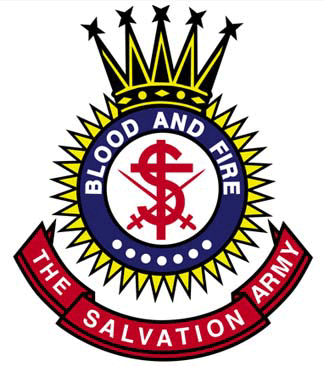
救世軍軍徽 (英語版)

軍徽是救世軍的正式標誌，在所有的刊物、通訊、正式文件及教會中，都有此軍徽。自1878年起，救世軍就已經開始採用這個軍徽了。中間的十字架和「S」英文字母，代表著神的兒子耶穌基督是救贖主，也是救世軍人所事奉的大神君。「S」就代表了英文的"Salvation"，意思是「救恩」。而救世軍的格言「血與火」則是指耶穌的血和聖靈的火。「救世軍」和「血與火」這些文字都軍徽上的文字也會因著國家的語言而相異。

### 紅盾
紅盾是國際間公認代表救世軍以及其服務弱勢的標誌。只要是救世軍有關社會福利、教育和社群服務的場所，都會有這個識別標誌。有一些人也會常常將這個紅盾標誌誤認為軍徽。
在19世紀末時，救世軍的其中一個標誌是一個銀色的盾牌，上面寫著「救世軍」的字樣。那個盾牌曾被許多的救世軍人員當作徽章穿戴在身上，特別是那些效忠於國防軍的人們。而為了要將他們和其他的軍官區別開來，他們的銀色盾牌上便有了紅色的印花。華特·皮考克上校（Walter Peacock），一位加拿大救世軍軍軍官，於1915年在法國的加拿大戰壕中設計並採用了這個「紅盾」。不久之後，這個標誌就在國際間被採用了。
於是乎，銀色的盾牌就漸漸被紅色的光漆取代，同時也被廣泛地稱為「紅盾」（Red Shield），並成為了代表救世軍以及其服務弱勢的標誌。
紅盾標誌上的文字也會因著國家的語言而相異。

### 軍旗

救世军军旗 (英語版)

救世軍的軍旗是1878年由卜維廉大將的夫人卜凱瑟琳設計的。軍旗的顏色在標示三個聖經的基本信仰。紅色代表的是耶穌在十字架上流下的寶血；藍色的鑲邊則強調上帝的純正聖潔；中心的黃色星代表聖靈的火與能力，也意味著耶穌所賜予給基督徒光明的生命。軍旗中央的黃色星中寫著救世軍的格言：「血與火」。
軍旗上的文字也會因著國家的語言而相異。

### 軍禮
救世軍的軍禮是將右手舉起高過肩上，並用食指伸直向上敬禮，這是救世軍人互相問好的方式。

### 格言
- 「血與火」（Blood and Fire）
- 「心敬神，手侍人。」（Heart to God, Hand to Man.）
- 「熱湯、肥皂和救恩。」（3S，Soup, Soap, Salvation.）
- 「主屬萬邦」（Christ for the world）
- 「世界歸主」（The world for Christ）

## 救世军在中国
救世军于1916年传入中国北京。後在因不受共产党控制而被終止一切活動。

## 臺灣的救世軍
臺灣救世軍於1928年成立，日本救世軍軍官瀬川八十雄與山室軍平來到台灣當先鋒，成立台灣大隊（隸屬九州連隊），初期在台北、台中設置小隊（教會），而後發展至15隊2間學校。
1945年因日本人引揚與國民黨政府對於非外省教會的打壓而一時中斷主要活動。
爾後，於1964年5月，有一位名叫萊斯利·羅斯德（Leslie Lovestead），年約20歲的美國救世軍軍兵因於美國空軍服役派駐台灣時，與數名本省與外省的救世軍軍兵重新組織台灣的救世軍。
台灣目前由北到南有台北中央隊、內湖隊、台中隊、太平分隊、埔里隊、魚池分隊、台南隊共五個部隊兩個分隊，並有一個軍區總部設置於台北市的敦化南路和平東路口。
社會工作則有救世軍台北街友服務中心以及救世軍魚池社區服務中心等服務據點。

## 港澳地區的救世軍
救世軍港澳軍區於1930年成立，比中國大陸（1916年，北京）較晚成立。香港救世軍在香港及澳門的慈善、救濟等方面也具有相當的影響力。
自1930年，救世軍已開始服務香港社會，至今超過80年。現時，救世軍於香港及澳門共開辦了81個社會服務單位、33間學校、17個部隊（教會）和一個分隊，以及16間家品店。此外，救世軍於北京和雲南設立項目辦事處，推動內地的扶貧發展項目。
救世軍長者服務內部指引要求長者服務所有同事於黑雨安全情況下依舊需要上班，盡忠職守。

## 日本的救世軍

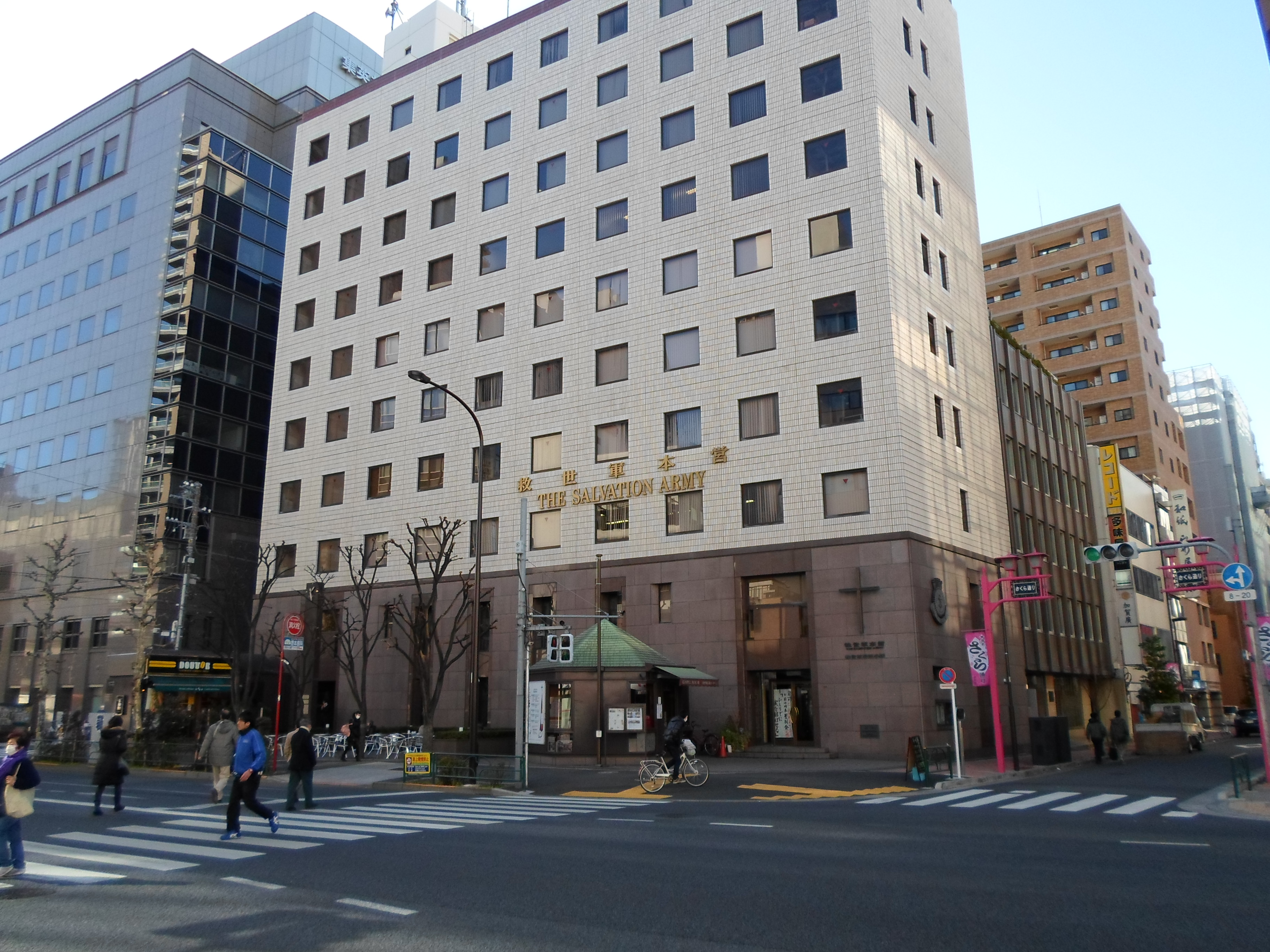
救世军日本本营，东京神田

日本救世軍於1895年成立，總部設於東京都千代田區神田神保町。